# Kineska prepelica
Kineska prepelica (lat. Coturnix chinensis) je najmanja vrsta prepelice.
Rasprostranjena je u svijetu od jugoistočne Azije do Oceanije s deset različitih podvrsta. Nastanjuje guste, vlažne travnjake uz planine do 1.800 metara nadmorske visine.

## Izgled
Duga je 12.5-14 centimetara, a teška je 28-40 grama. Ženka je veća od mužjaka. Raspon krila u ženke je 66-67 milimetara, dok je u mužjaka 65-78 milimetara. U prosjeku, rep mužjaka je dug 25 milimetara, dok je ženkin neznatno veći.
Prirodna boja mužjaka je tamno-smeđa sa škriljasto plavo-sivim prsima, kestenjasto-crvenim trbuhom, crnim grlom i crnom trakom ispod oka. Ženka je potpuno smeđa s riđe-smeđim prsima i trbuhom. I mužjaci i ženke imaju crn kljun, žute do narančaste noge i stopala, te kratki, tamni smeđi rep.

## Razmnožavanje
Kineska prepelica je monogamna ptica. Gnijezdo gradi samo ženka, a kao lokaciju odabire udubine u tlu obložene travom. U gnijezdu se nalazi 4-10, rijetko čak i 14 jaja. Boja jaja varira, jaja mogu biti od žućkaste do tamno-smeđe boje. Jaja su dimenzija 24.5x19 mm i teška su 5 grama. Jaja su maslinasto zelene do smeđe boje i imaju tamno smeđe mrlje Ženka inkubira jaja 16 do 17 dana. Pilići od prvog dana jedu istu hranu kao i roditelji (krastavac, zelena salata, brašnar, kao i ostale biljke i kukci). Pilići rastu brzo, pa postaju spolno zreli nakon samo mjesec dana. O tome koliko puta se godišnje ova prepelica gnijezdi ovise količine hrane.

## Avikultura
Ova prepelica postala je jako popularna za čuvanje i uzgoj, zato što je laka za održavanje i dosta prilagodljiva, te se lako može uzgajati i u kavezima i avijarijima. Troškovi za njezinu kupnju i održavanje su vrlo maleni, te jako malo vremena koristi za hranu i vodu. Ako ima pravilnu prehranu, ženka izlegne jedno jaje dnevno. Razvijene su brojne mutacije ove prepelice, a najčešća i najvjerojatnije prva je srebrna, koja je slična kao i divlji tip, samo što joj je perje sivo ili srebrnkasto. Tu su i bijela (ne albino), razni tipovi smeđe, išarana srebrnasto-siva i mnoge druge.